# Metallfolienhinterspritzen

Umformprozess IWK-Plakette

Umformprozess IWK-Blende

Metallfolienhinterspritzen ist ein spezielles Spritzgussverfahren, bei dem eine Metallfolie geprägt und mittels Haftvermittler mit Kunststoff verbunden wird. Dabei wird die Metallfolie mit einer Dicke bis 0,3 mm in das Spritzgießwerkzeug eingelegt, mit Kunststoff hinterspritzt und geprägt, so dass ein Kunststoffteil mit Metallüberzug entsteht.

## Anwendung
Die Hybrid-Technologie dient der Kombination der Vorteile von Metall und Kunststoff in einem Formteil mittels Verbundkonstruktion. Auch für dekorative Anwendungen bietet sich die Kombination dieser Werkstoffe an, um eine Preis- und Gewichtsreduktion im Vergleich zu klassischen Technologien zu realisieren.
Zur Steigerung der Marktattraktivität von Produkten zum Beispiel aus der Elektro-, Kleinelektro-, Haushalts- oder Automobilindustrie geht der Trend zunehmend zu individuellem Design und mehr Exklusivität. Metallische Oberflächen spielen hier eine große Rolle, so dass das Hinterspritzen von Metallfolien zunehmend an Bedeutung gewinnt. Die Metallfolien bilden die Oberfläche des Bauteils und verleihen die Optik und Haptik von Metall. Der Kunststoff bildet den Unterbau. Durch den Spritzgießprozess ist es möglich, Funktionen und Prozesse zu integrieren, wie zum Beispiel das Einbringen von Schnapphaken oder Befestigungsdomen. Da die Metallfolien sehr dünn sind, können durch den Spritzdruck gleichzeitig Werkzeugoberflächenstrukturen auf die Formteiloberfläche abgeformt werden. Hierdurch ergeben sich neue Designmöglichkeiten.

## Ablauf

Umformprozess schematische Darstellung

Zunächst muss die Metallfolie zugeschnitten und mit einem Haftsystem versehen werden. Die Folie wird dann in das Werkzeug eingelegt und dieses geschlossen. Der dann hinter der Folie eingespritzte Kunststoff drückt diese in die Kavität. Danach erfolgt ein Prägeprozess durch den Werkzeugteil hinter der Folie, wodurch die Folie vollends die Kontur des Werkzeuges annimmt. Nach dem Entformen muss noch der Folienrand entfernt werden, wenn dieser nicht schon beim Prägen ausgestanzt wurde.
Das Verfahren kann somit als Kombination aus Hinterspritzen und Spritzprägen oder Variante des Quellflussprägens betrachtet werden.

## Metallfolie
Die Metallfolie wird je nach Anwendung in einer Dicke von 0,1 mm bis 0,3 mm eingesetzt. Ist die Folie dünner als 0,1 mm, kann der Cool-Touch-Effekt nicht mehr wie gewünscht realisiert werden und größere Umformungen führen zum Reißen der Metallfolie. Wird eine Folie dicker als 0,3 mm eingesetzt, so können feine Abformungen, speziell bei Edelstahl, kaum mehr abgeformt werden. Grundsätzlich gilt auch, dass mit Edelstahl wesentlich größere Umformgrade realisiert werden können, da die Bruchdehnung mehr als doppelt so groß ist. Je nach Folienanbieter kann die Metallfolie mit Haftsystem und/oder Schutzfolie bezogen werden.

## Haftsystem
Haftvermittler ermöglichen den Verbund zwischen Metallfolie und Kunststoffen, die keine ausreichend feste Verbindung mit Metallen eingehen. Als Haftvermittler werden meistens Haftlacke oder Haftfolien verwendet.